# Věž
Věž (en allemand : Wiesch) est une commune du district de Havlíčkův Brod, dans la région de Vysočina, en République tchèque. Sa population s'élevait à 816 habitants en 2020.

## Géographie
Věž se trouve à 10 km à l'ouest-sud-ouest de Havlíčkův Brod, à 21 km au nord-nord-ouest de Jihlava et à 93 km au sud-est de Prague.
La commune est limitée par Kejžlice au nord, par Krásná Hora au nord et à l'est, par Květinov au sud-est, par Herálec et Boňkov au sud, et par Čejov à l'ouest.

## Histoire
La première mention écrite de la localité date de 1404.